# Drachen (Bootsklasse)

Riss Drachen

Drachen ist der Name einer Bootsklasse, die 1929 von dem Norweger Johan Anker als preiswertes Einheitskielboot (Einheitsklasse) mit einer einfachen offenen Kajüte konstruiert wurde. Der Drachen wurde von der damaligen International Sailing Federation (ISAF) als Internationale Kielbootklasse anerkannt und in den Jahren von 1948 bis 1972 als Olympische Klasse gesegelt. Bei Regatten wird der Drachen als Drei-Mann-Boot gesegelt.
Er wurde nach 1972 vom Soling als Olympia-Kielbootklasse abgelöst, was aber der Verbreitung des Drachen keinen Abbruch getan hat.

## Geschichte
Ende der 1920er Jahre entwickelte sich Segeln zum Breitensport. Durch die von Armut geprägte wirtschaftliche Situation entstand ein Bedarf an billigen Booten. Daher schrieb der Königliche Göteborger Yachtclub (GKSS) 1928 einen Konstruktionswettbewerb für „ein in Serie zu bauendes, kostengünstiges Einheitsboot für die Jugend“ aus. Es war „ein relativ schnelles, angemessen großes, seetüchtiges und elegantes Kielboot“ gefordert. Von vier eingereichten Bewerbungen wurde der Entwurf des Norwegers Johan Anker ausgewählt, weil das Boot sehr elegant, schnell, sicher, vor allem aber billig herzustellen (unter 1.600 Skr. in Mahagoni) war. Die Klasse wurde noch im selben Jahr von GKSS (Schweden), KDY (Dänemark) und KNY (Norwegen) genehmigt. Der Name Drachen stammt angeblich von einer wörtlichen Übersetzung des Konstrukteur-Namens „Anker“ ins Norwegische („Draggen“). Die IYRU (heute: World Sailing) korrigierte den vermeintlichen Schreibfehler und nannte die Bootsklasse fortan englisch „Dragon“ (dt.: Drachen). Zwischen 1930 und 1939 baute die Werft Anker + Jensen A/S ungefähr 40 Drachen. Im Februar 1940 wurde die Werft liquidiert. Johan Anker, der „Künstler der Linien“ starb im Oktober 1940. Zwei seiner Mitarbeiter führten die Werft bis 1949 weiter.
1946 erhielt der Drachen nach Genehmigung durch IYRU (heute ISAF) den Status eines olympischen Klassenbootes. Bei den Olympischen Spielen in München/Kiel (1972) wurde die Drachenklasse letztmals gesegelt. Danach verkauften viele Drachensegler ihre Boote und der baldige Tod dieser Klasse wurde prophezeit. Der Verlust des olympischen Status konnte die Popularität des Drachens aber nur kurzzeitig brechen. Bereits 1973 liefen beim dänischen Bootsbauer Børge Børresen die ersten GFK-Drachen vom Stapel. Jedes einzelne Teil des Holzdrachens wurde gemessen und gewogen, dann wurde in einem aufwendigen Rechenverfahren die Übertragung der Gewichtsverteilung vom ursprünglichen Holzboot auf eine GFK-Konstruktion vollzogen.
Gelungen restaurierte Holz-Yachten, wie die 1956 bei Abeking & Rasmussen gebaute GER 150 „ONYX“, sind noch heute bei Regatten siegreich.
Anfang 2004 waren bei der International Dragon Association über 1500 Drachen aus 26 Ländern registriert. Man geht jedoch davon aus, dass die tatsächliche Anzahl existierender Drachen rund das Doppelte beträgt. In Deutschland existiert mit 1090 registrierten Booten die größte Drachenflotte, gefolgt von England (280), den Niederlanden (128), Österreich (99) und Frankreich (95). Durchschnittlich werden jährlich 50 Drachen neu gebaut.

## Konstruktion
Anfänglich offen, wurde der Langkieler mit geschlossener Kajüte schnell zum beliebten Fahrtenboot, ausgestattet mit Doppelkoje, Einbauschrank und Kochstelle einschließlich Besteckschublade. Die schnelle Verbreitung dieser Einheitsklasse besonders in Skandinavien, Deutschland und nach 1935 dem britischen Empire förderte ein aktives Regattaleben. Die streng reglementierten Bauvorschriften (One-Design) wurden in den 1930er Jahren schrittweise für Regattazwecke angepasst und das Boot erhielt einen Spinnaker und eine Genua. Ende des Jahrzehnts hatte das Boot nicht viel mehr als den Rumpf mit dem ersten Entwurf gemeinsam. 1946 wurden wesentliche Aspekte der Konstruktion geändert: das Vorsegel wurde angehoben, das Rigg geändert und der Mast 40 cm nach vorn versetzt. Durch die von 20 auf 26,6 m² vergrößerte Segelfläche wird der Drachen ein Boot mit hervorragenden Segeleigenschaften. Die Boote mit dem neuen Rigg werden als „A-Drachen“ bezeichnet (älteres Rigg = B-Drachen). Die Kajüte wurde durch den ursprünglichen kleinen Wetterschutz ersetzt.

## Bootswerften

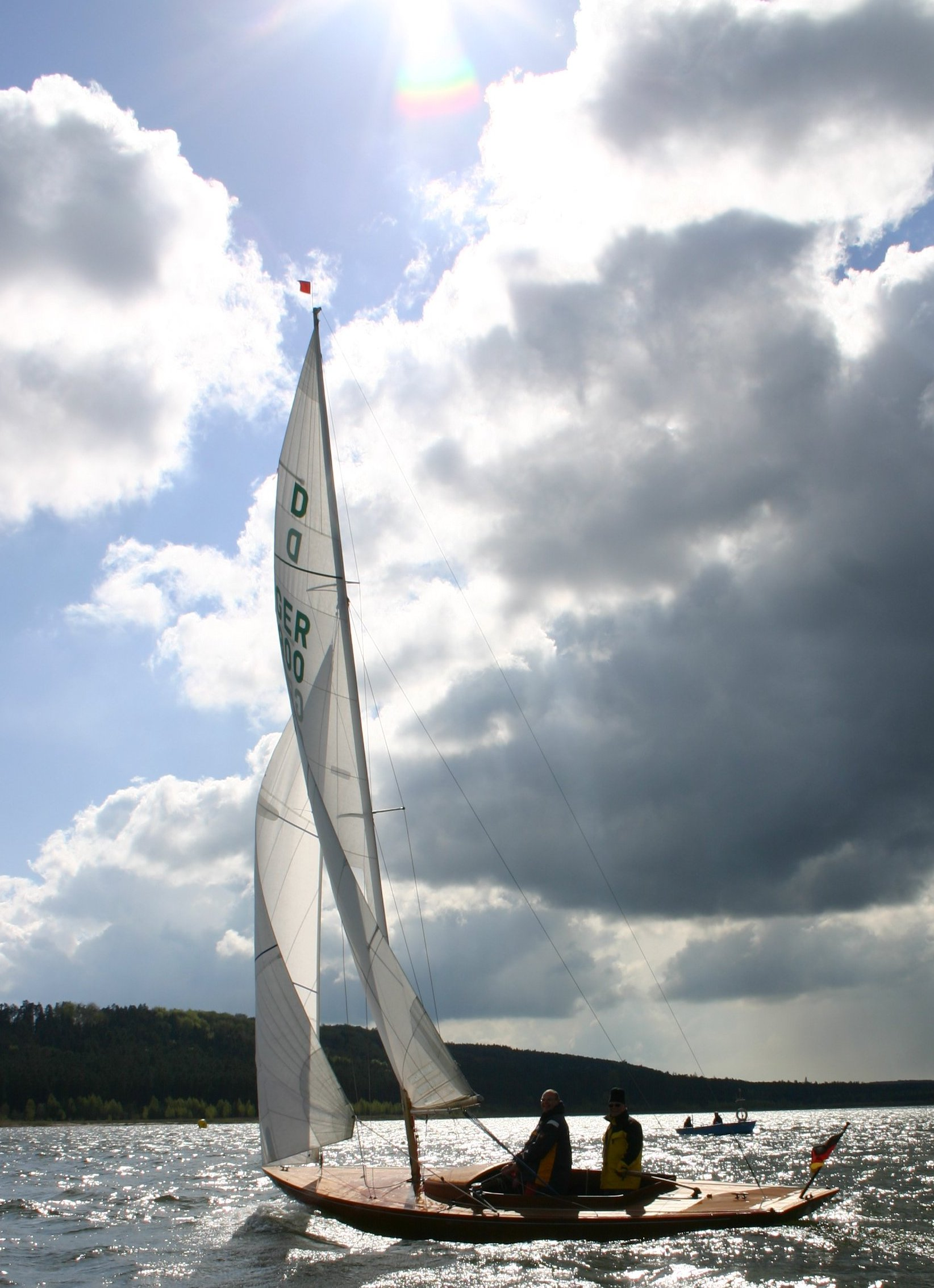
Holzdrachen von Abeking & Rasmussen (Baujahr 1954) auf dem Großen Brombachsee

- Abeking & Rasmussen, Lemwerder, Deutschland
- Abbott Boats Inc., Sarnia, Ontario, Kanada
- Endeavour Yachts, Australien
- Børresens Bådebyggeri I/S, Vejle, Dänemark
- Bootbau Haitzinger, Attersee, Österreich
- Bootswerft Glas, Starnberger See, Pöcking-Possenhofen, Deutschland
- Vejle Yacht Service, Vejle, Dänemark
- Petticrows Ltd., Burnham-on-Crouch, Essex, England

## Regatta und Wettfahrten
- 1937 wurde von der Clyde Yacht Clubs' Conference (seit 1968 Clyde Yacht Clubs' Association, CYCA) für die Drachenklasse der Dragon Gold Cup ins Leben gerufen, der bis heute jährlich ausgetragen wird.[5] Der internationale Drachenverband (International Dragon Association) sorgt mit eindeutigen Regeln für vergleichbare Bedingungen zwischen den traditionellen Holzbooten und den modernen GFK-Konstruktionen.[6]

- Die europäische Meisterschaft (European Dragon Championship) wurde bis zum Jahr 2020 jährlich ausgetragen, danach in jedem geraden Jahr im Wechsel mit der Weltmeisterschaft. Der Gewinner erhält den Virginie Heriot Cup, benannt nach der Französin Madame Virginie Heriot, die sich engagiert für den Yachtsport eingesetzt hatte.[7]

- Die Weltmeisterschaft (Dragon World Championship) wird in abwechselnden Jahren in allen Regionen, in den der Drachen gesegelt wird, durchgeführt.[8]

- Nationale Meisterschaften finden jährlich in den jeweiligen Ländern statt (Internationale Deutsche Meisterschaft).

- Der Dragon Grand Prix findet jährlich in Kühlungsborn statt.

In Deutschland sind die größten Drachengeschwader in Berlin, Hamburg, am Starnberger See und am Bodensee zu finden.
Der Drachen wird unter Seglern oft als „Königsklasse“ bezeichnet, da er von 1948 bis 1972 während der Zeit als olympische Bootsklasse oft von Mitgliedern der europäischen Königshäuser aus Skandinavien (Prinz Henrik von Dänemark, Kronprinz Frederik von Dänemark), Griechenland und Spanien gesegelt wurde, bei denen er heute noch sehr beliebt ist. Der spätere spanische König Juan Carlos I. startete bei den Olympischen Sommerspielen 1972 vor Kiel im Drachen und belegte den fünfzehnten Rang. König Konstantin II. von Griechenland gewann mit seinem Team im Drachen die Goldmedaille bei den Olympischen Spielen 1960 in Rom. Er war dem Segelsport über die Ehrenpräsidentschaft der International Sailing Federation (ISAF) und den Ehrenvorsitz der ISAF Sailing Hall of Fame verbunden.
Zur 75. Drachen-Jubiläumsregatta – an der auch Angehörige der Königshäuser von Spanien, Dänemark, Griechenland und Bayern teilnahmen – trafen sich im Oktober 2004 in Saint-Tropez 269 Drachen aus 29 Nationen.